# Sergio De Vitis
Sergio De Vitis (Lettopalena, 7 aprile 1920 – Sangano, 26 giugno 1944) è stato un militare e partigiano italiano, decorato di medaglia d'oro al valor militare alla memoria nel corso della seconda guerra mondiale.

## Biografia
Nacque a Lettopalena il 7 aprile 1920, figlio di figlio di Felice e Valeria Ellena.
Frequentò la Regia Accademia Militare di fanteria e Cavalleria di Modena, da cui uscì nel marzo 1942 con il grado di sottotenente dell'arma di fanteria in servizio permanente effettivo, poi la Scuola di applicazione d'arma di Parma e quindi la e la Scuola centrale militare di Aosta.   Assegnato al battaglione alpini "Val Chisone", IV Gruppo alpini "Valle" del partecipò alle operazioni militari in Montenegro.  Nel dicembre 1942 era stato rimpatriato a Sarzana. Dopo l'armistizio dell'8 settembre 1943 si era subito collegato ai partigiani in Piemonte entrando in clandestinità.
Capo della banda partigiana "Sergio", nell'ambito di una vasta azione partigiana per rifornirsi di esplosivi e di armi, attaccò una polveriera a Sangano. Era il 26 giugno del 1944 e i partigiani incontrarono una resistenza non prevista in quanto sopraggiunsero reparti tedeschi fortemente armati. Per quattro ore i partigiani fronteggiarono il nemico. Infine De Vitis cadde, con un pugno di suoi uomini, per consentire lo sganciamento del grosso della formazione. Successivamente si formò la 43ª Divisione autonoma partigiana, che in suo onore prese il suo nome. Con Decreto del Presidente della Repubblica del 9 aprile 1949 fu insignito della medaglia d'oro al valor militare alla memoria.

### Riconoscimenti
- A Sergio De Vitis sono intitolate vie nei comuni di Giaveno, Frossasco, Lettopalena e Roma, e una piazza a Coazze.
- Nel luogo della sua morte, nelle colline sopra Sangano, è eretto un cippo commemorativo[5].Il cippo commemorativo nel luogo della morte

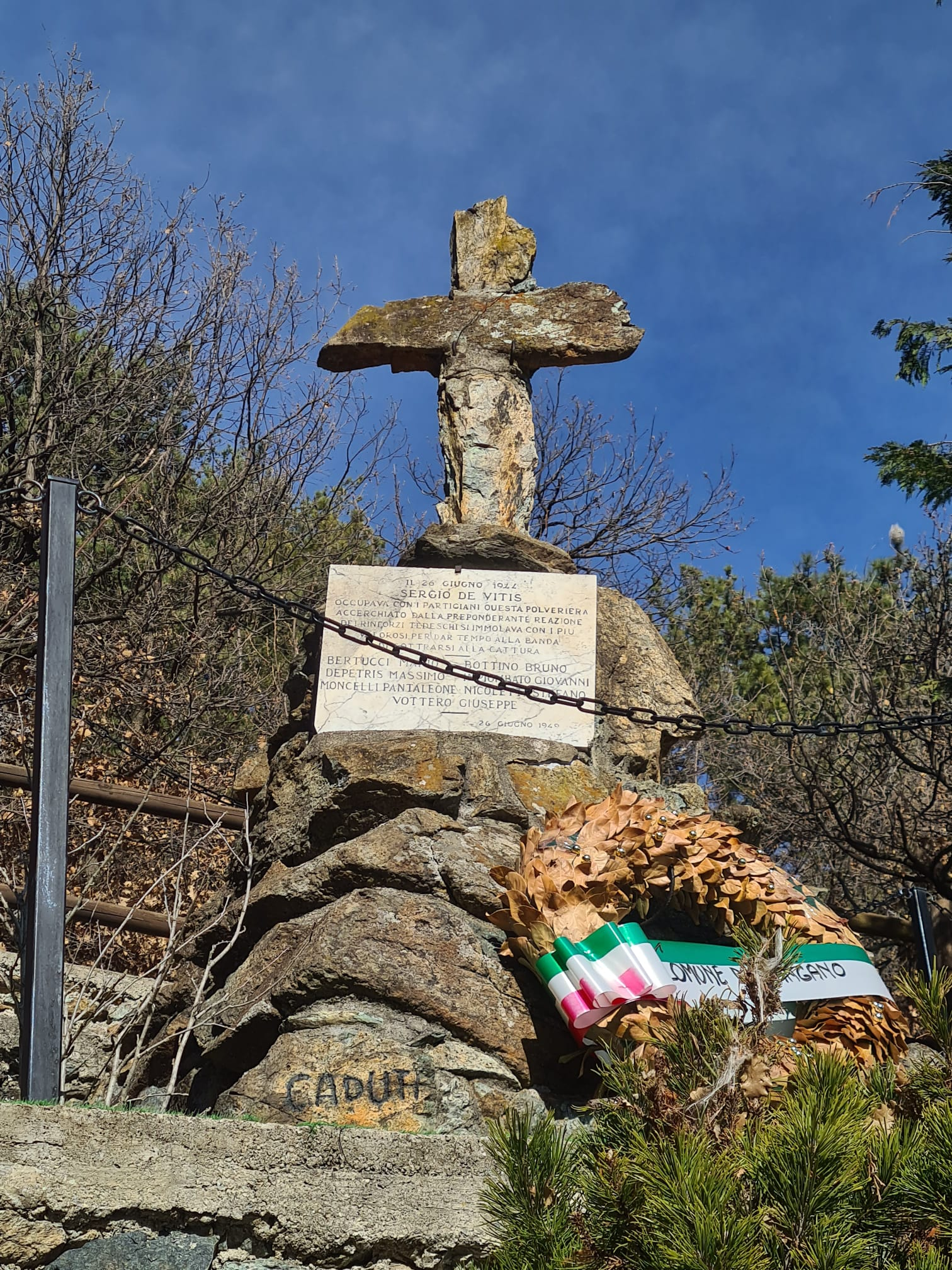
Il cippo commemorativo nel luogo della morte